# Staro in novo (video)
Staro in novo je slovenski srednjemetražni dokumentarni eksperimentalni video Zemire Alajbegović in Nevena Korde iz leta 1997.
Govori o ljubljanski subkulturnem gibanju v osemdesetih, ki je radikalno posegalo v politiko in seksualnost ter nastopalo proti tedanji kulturni hegemoniji. Del tega gibanja sta bila tudi avtorja, ki sta navdih črpala pri ruski avantgardi in Sergeju Eisensteinu. Naslov je iz enega njegovih filmov. 
V njem so gledališke predstave in nastopi punk skupin v podzemnem klubu, multimedijske predstave elektro rock skupine Borghesia, odlomki porno filmov, ki se izmenjujejo s podobami postaranih socialističnih voditeljev in političnih ritualov, začetki gej in ženskega kluba ter razprave o razmerju med punkom in vladajočo kulturo.
Dokumentarni video je bil ustvarjen iz arhivskih materialov in video projektov gledališke skupine FV 112/15, Diska FV, FV videa in založbe FV iz obdobja med letoma 1981 in 1988 (arhivi ŠKD FORUM in Zavod ZANK).

## Produkcija
Video je produciral Forum Ljubljana (Eva Rohrman) v koprodukciji s TV Slovenija (Jaroslav Skrušny, odgovorni urednik kulturnih in umetniških programov) in VPK - Videoprodukcija Kregar (Andrej Kregar). Projekt so podprli Filmski sklad RS, Mestna občina Ljubljana - oddelek za kulturo ter Zavod za odprto družbo in SCCA - Ljubljana.

## Sodelujoči in uporabljeni material
- besedila: Zemira Alajbegović, Peter Barbarič, Tomi Gračanin, Marina Gržinić, Bogdan Lešnik, Brane Kovič, Goran Lisica – Fox, Dušan Mandič, Nemo, Zoran Pezo, Alenka Marsenič, Tomaž Mastnak, Rastko Močnik, Marjan Ogrinc, Iztok Saksida, Goran Schmidt, Uroš Smasek, Igor Vidmar, Slavoj Žižek, Tadej Zupančič in ostali.
- fotografi: Siniša Lopojda, Jani Štravs, Mirza Džumhur, Božidar Dolenc, Jože Suhadolnik, Tone Stojko in ostali.
- glasba: III. kategorija, 92, Behemont, Borghesia, Čao pičke, Epidemija, Gast’r’bajtr’s, Gloria, Grč, Lublanski psi, Marcus 5, Miladojka Youneed, Niet, O!kult, Odpadki civilizacije, Orkester Titanik, Otroci socializma, Quod Masaker, S.D.A., SCH, Solunski front, TKP, Tožibabe, U.B.R., Quatebriga, Vrisak generacije, Via ofenziva in Videosex
- zvok: Damijan Kunej (sinhro 2 TVS)
- snemalec arhivskega materiala: Stojan Femec
- pripovedovalci: Mira Berginc in Vera Kovačević

## Kritike
Mojca Kumerdej (Maska) je napisala, da sta avtorja v želji pokazati čim več vključila preveč slikovnega in zvočnega materiala in tako proizvedla manj. Sledenje in razumevanje je opisala kot naporno in zapleteno. Vprašala se je, kako video sprejmejo tisti, ki tega dogajanja niso doživeli, mlajši, tujci, .... Razlog za zagate avtorjev je iskala v opešanju in izginotju scene, ki jo je krepil poenoten in razpoznaven, a šibak sovražnik, dokončno razkrojilo pa leto 1988, ko se je začela Slovenija konstituirati kot država. Izgubljanje moči na vsebinski in formalni ravni je prepoznala pri monotonem ritmu ter resigniranem in utrujenem dogajanju zadnjega dela dokumentarca. Kljub temu se ji je zdel ta video dobrodošel in pomemben, saj sproža številna vprašanja o stanju ustvarjalnosti devetdesetih ter njenem odnosu do osemdesetih in aktualne politike.
Nerina Kocjančič (Delo) je napisala, da sta se avtorja s hitro montažo in naknadnimi posegi v sliko izognila naturalistični podobi dokumentarcev. Avtorski presežek je prepoznala v zvočni podobi. Opazila je, da se je razvodenelost subkulture s konca osemdesetih pretihotapila na video površino tega filma kot enoznačna montaža in osiromašena zvočna podoba, s čimer sta avtorja video medij sicer približala iluziji realnosti, vendar ga oropala vsega tistega, kar prvo polovico definira kot prvi slovenski video dokumentarec.